# Лупальцов Володимир Іванович
Лупальцов Володимир Іванович (нар. 8 вересня 1939, Харків, УРСР) — лікар-хірург, доктор медичних наук (1982), професор (1985), член-кореспондент НАМН України (2003). Заслужений діяч науки і техніки України (1995), Лауреат Державної премії УРСР у галузі науки і техніки (1989). Нагороджений орденами «За заслуги» 3-го (1999) і 2-го (2004) ступенів. Почесний професор Тернопільського державного медичного університету (2012). Почесний громадянин міста Харків (2016).                                                                                                                                                               

## Біографічні відомості
Володимир Іванович народився 8 вересня 1939 року в Харкові. У 1964 році закінчив Харківський медичний інститут. Працював лікарем. Від 1970 — працює у Харківському медичному університеті: від 1983 — завідувач кафедри хірургії № 3. 
Основні напрями наукової діяльності спрямовані на вивчення патогенезу, профілактики та лікування хірургічних захворювань шлунково-кишкового тракту. Проведені фундаментальні дослідження з вивчення патогенезу та лікування гострого панкреатиту, впроваджені в практику лікувальних установ нові медичні технології в лікуванні хворих з виразками шлунка та дванадцятипалої кишки, вивчення патогенезу опікового шоку з розробкою ефективних методів корекції зовнішнього дихання і гемодинаміки малого кола кровообігу, вивчення проблеми хірургічної інфекції з впровадженням в лікувальну практику ефективних нетрадиційних методів лікування, впровадження в практику малоінвазивних втручань. 
Автор близько 600 наукових праць, в тому числі 9 монографій, 12 авторських свідоцтв і патентів. Підготував 3 докторів та 11 кандидатів наук. 
Член президії правління Асоціації хірургів України, член Асоціації хірургів ім. М.І.Пирогова, член міжнародної Асоціації фондів Миру, голова Харківського обласного відділення Фонду Миру України, член редакційної ради журналів «Клінічна хірургія», «Харківська хірургічна школа», «Врачебная практика», «Анналы хирургической гепатологии», «Науковий журнал МОЗ України», «Хірургія України» та інших. 

## Нагороди
Нагороджений медаллю «За доблесний труд», Почесною грамотою Кабінету міністрів України, золотою медаллю фонду Миру «За зміцнення миру», двічі лауреат академічного рейтингу «Золота фортуна» (2000-2001) із врученням ордена «За трудові досягнення» IV ступеня, лауреат звання Почесного хірурга Асоціації хірургів Республіки Молдова (2011). За багаторічну бездоганну працю в 2008 році відзначений Американським Біографічним Інститутом з присвоєнням звання «Людина року – 2008», лауреат міжнародної нагороди «За життєві досягнення в хірургії», за значні професійні досягнення та вагомий внесок у суспільство включений до «Міжнародного каталогу провідних лідерів світу» (США, 2010).

## Основні наукові праці
- «Гострий післяопераційний панкреатит» (1988),
- «Гострий апендицит» (1993),
- «Перфоративна гастродуоденальная виразка» (2003),
- підручник «Хірургія» (2010),
- «Методи і способи надання невідкладної медичної допомоги при гострій хірургічній патології органів черевної порожнини та заочеревинного простору» (2012),
- «Неотложная хирургия органов брюшной полости и забрюшинного пространства» (2014), (2017).